# 필로노티온속
필로노티온속(Philonotion屬, 학명: Philonotion 필로노티온[*])은 천남성아과의 단형 족인 필로노티온족(Philonotion族, 학명: Philonotieae 필로노티에아이[*])에 속하는 유일한 속이다.

## 하위 분류
- 필로노티온(P. spruceanum Schott)
- P. americanum (A.M.E.Jonker & Jonker) S.Y.Wong & P.C.Boyce
- P. bolivaranum (G.S.Bunting & Steyerm.) S.Y.Wong & P.C.Boyce